# Börzsei János (asztaliteniszező)
Börzsei János (Kaposvár, 1943. december 14. –) Európa-bajnoki ezüstérmes, magyar asztaliteniszező. Az év magyar asztaliteniszezője (1968).

## Pályafutása
A Vasasban kezdett sportolni, először a labdarúgást választotta, de később az asztaliteniszre tért át, és azóta sem szakadt el a sportágtól. 13 évig játszott a BRSC-ben, majd pályafutása végéig a BVSC-ben. Utolsó válogatott mérkőzését 1976-ban vívta, a prágai Európa-bajnokságon.
Börzsei János olyan kiváló játékosokat győzött le, mint a svéd Stellan Bengtsson, Kjell Johansson, a francia Jacques Secrétin, a kínai Liang Ko Liang, Hszi En Ting vagy a japán Kono Micuru.
Az 1979–1980-as szezonban a BEK-győztes BVSC vezetőedzője, 1979-től három évig az osztrák válogatott vezetőedzője volt.

## Kiemelkedő eredményei
- kétszeres Európa-bajnoki ezüstérmes – 1968 (egyéni), 1974 (csapat);
- négyszeres Európa-bajnoki bronzérmes – 1968 (csapat), 1970 (csapat), 1972 (csapat és páros – Eberhardt Schölerrel);
- háromszoros vasutas Európa-bajnoki aranyérmes – egyéni, vegyes páros, csapat;
- négyszeres VVK-győztes;
- négyszeres magyar bajnok – a BVSC csapatával;
- Világranglista-5. hely – 1968-ban;
- Az év magyar asztaliteniszezője – 1968-ban;
- 147-szeres válogatott – 1966 és 1976 között